# Kohnen-Station
Koordinaten: 75° 0′ S, 0° 4′ O

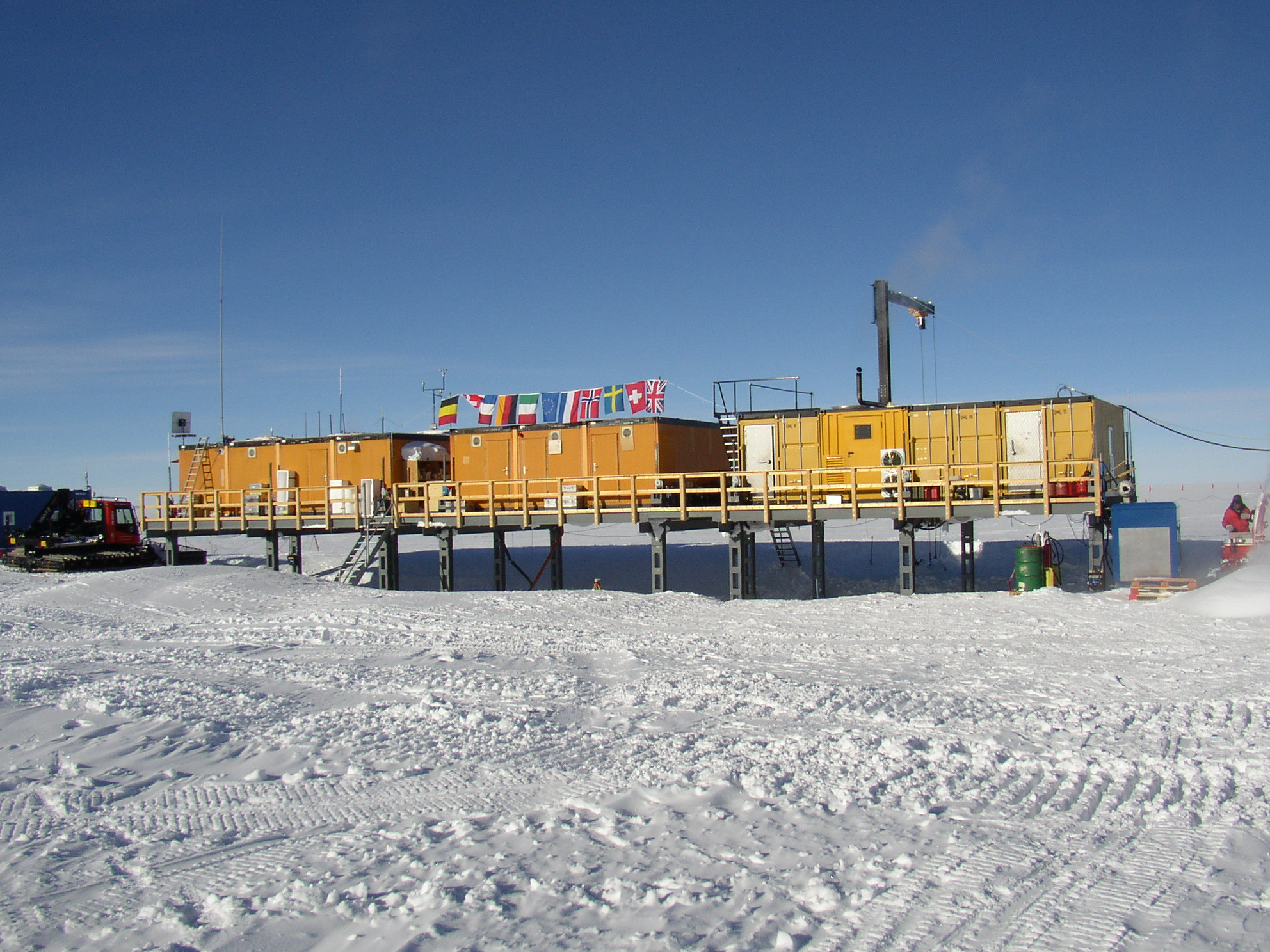
Kohnen-Station

Die Kohnen-Station ist eine deutsche polare Forschungsstation in der Antarktis. Es ist eine Sommerstation, die bis zu 20 Bewohner beherbergt. Sie ist nach dem Geophysiker Heinz Kohnen  benannt, der lange Zeit Leiter der Logistikabteilung des Alfred-Wegener-Institut war.
Die Station wurde 2001 im Königin-Maud-Land aus den Containern der ehemaligen Filchner-Station erbaut, die 1999 geborgen werden musste. Sie liegt auf 75° 00′ S, 0° 04′ O in 2892 Metern Höhe, ungefähr 757 km südöstlich der Neumayer-Station II.
Die Kohnen-Station dient als logistische Basis für die Eisbohrungen im Königin-Maud-Land des European Project for Ice Coring in Antarctica (EPICA). Es handelt sich dabei um ein europäisches Tiefeisbohrprojekt zur Rekonstruktion des Klimas des Atlantischen Sektors der Antarktis in den letzten hunderttausenden Jahren.
2019 wurde interstellares Eisen einer Sternexplosion von Münchner Forschern in der Antarktis nahe der Kohnen Station entdeckt.